# Collophoridae
Collophoridae es una familia en Collembola, que incluye 8 especies descriptas.

## Taxonomía
- Género Collophora (8 especies)